# Lysimachia cauliflora
Lysimachia cauliflora là một loài thực vật có hoa trong họ Anh thảo. Loài này được C.Y. Wu mô tả khoa học đầu tiên năm 1965.